# Sparks Fly
Sparks Fly is het debuutalbum van de Amerikaanse zangeres Miranda Cosgrove. De eerste aankondiging voor het album werd geplaatst in juli 2008 en het album debuteerde uiteindelijk twee jaar later, op 27 april 2010 door Columbia Records. Het album werd aangekondigd door de hoofdsingle, "Kissin U"; een nummer dat Cosgrove zelf ge(co-)schreven heeft, samen met Claude Kelly. Dr. Luke is verantwoordelijk voor de productie van het nummer, dat op 22 maart 2010 uitgebracht werd. Het album is 36,000 keer verkocht in z'n eerste week, waarmee het de achtste positie behaalde in de Billboard 200.

## Ontwikkeling
De muzikale carrière van Cosgrove begon met de opname van de soundtrack voor de televisieserie iCarly van Nickelodeon, "Leave It All to Me", waarin ze de hoofdrol speelt. Drake Bell, oud-castlid van Cosgrove tijdens haar werk voor de televisieserie Drake & Josh, zingt mee in het nummer. Dit nummer is geschreven door Michael Corcoran, een bandlid van Bell. Gezien het succes van de televisieserie, besloot Nickelodeon om een soundtrackalbum op te nemen, dat uitgebracht werd op 10 juni 2008 door Columbia Records. Op dit soundtrackalbum staan nog drie andere nummer van Cosgrove.
In juli 2008 werden de eerste plannen voor het album aangekondigd, stellend dat het album "anders" was dan haar bestaande nummers voor iCarly. Cosgrove had, in tegenstelling tot haar vorige album, inspraak in de ontwikkeling van dit album. "Bij iCarly speel ik een personage in een televisieserie. Dit album laat meer mijzelf zien. Sommige mensen zullen denken dat ik 'weer zo'n actrice ben die een album uitbreng', maar ik wil bewijzen dat ik meer ben dan dat", aldus Cosgrove.
De productie van het album duurde twee jaar. Columbia Records was verantwoordelijk voor de marketing van het album. Chris Poppe, de marketingmanager van het album, stelt: "Miranda begon op haar veertiende met de productie van dit album. Ze is nu zestien. Het verschil tussen die twee leeftijden is enorm, en de nummers moeten met haar meegroeien".
In februari 2010 kondigde het management van Cosgrove aan dat de eerste single van het album "Kissin U" zou gaan heten. Het nummer debuteerde tijdens de radioshow van Ryan Seacrest. De titel van het album, Sparks Fly, is afkomstig van de eerste twee woorden van dit nummer. De tracklist van het album werd op 12 maart 2010 bekendgemaakt, en de albumhoes een week later, op 19 maart 2010.
Het nummer "Daydream" is ge(co)schreven- en origineel gezongen door Avril Lavigne. Chantal Kreviazuk schreef ook mee aan dit nummer, en Raine Maida produceerde de muziek. Het nummer was origineel bedoeld voor Lavigne's tweede album, Under My Skin. Het nummer "Disguisting" is geschreven- en origineel gezongen door Kesha en geproduceerd door Sheppard Solomon en Tom Meredith. Dit nummer was bedoeld voor haar debuutalbum, Animal. Beide nummers kwamen niet door de nummerselectie van deze artiesten en werden uiteindelijk gekozen door Cosgrove. Het nummer "Shakespeare" is een cover van de originele versie van Susan Cagle. Het nummer "Adored" is (mede) geschreven door Cosgrove en geproduceerd door The Matrix. Dit nummer kwam in 2008 per ongeluk op de MySpace-pagina van Cosgrove te staan. Enkele fans downloadde dit nummer en plaatste het op YouTube, zodat dit nummer al twee jaar voor de originele uitgave te beluisteren was. Het nummer "Charlie" is geschreven door Nicole Morier en Greg Kurstin en werd uitgebracht als een bonusnummer op de iTunes-editie van het album.

## Nummers
| Nr. | Titel               | Schrijver(s)                                              | Producent(en)                  | Duur |
| --- | ------------------- | --------------------------------------------------------- | ------------------------------ | ---- |
| 1.  | Kissin U            | Miranda Cosgrove, Lukasz Gottwald, Claude Kelly           | Dr. Luke                       | 3:18 |
| 2.  | BAM                 | Antonina Armato, Tim James, Rodney Jerkins                | Rock Mafia, Darkchild          | 2:50 |
| 3.  | Disgusting          | Kesha Sebert, Sheppard Solomon, Tom Meredith, Pebe Sebert | Sheppard Solomon, Tom Meredith | 3:38 |
| 4.  | Shakespeare         | Susan Cagle, Jason Brett Levine                           | John Shanks                    | 3:40 |
| 5.  | Hey You             | Paula Winger, Kip Winger                                  | Greg Wells                     | 3:56 |
| 6.  | There Will Be Tears | Joshua Coleman, Allan Grigg, Bonnie McKee                 | Ammo, Kool Kojak               | 3:13 |
| 7.  | Oh Oh               | Peer Astrom, Savan Kotecha, Max Martin                    | Max Martin, Tom Meredith       | 2:53 |
| 8.  | Daydream            | Avril Lavigne, Chantal Kreviazuk                          | Raine Maida                    | 3:10 |

| Nr. | Titel                     | Schrijver(s)                                                  | Producent(en)                                            | Duur |
| --- | ------------------------- | ------------------------------------------------------------- | -------------------------------------------------------- | ---- |
| 9.  | Brand New You             | Espen Lind, Amund Bjorklund, James Bourne                     | Espionage                                                | 3:33 |
| 10. | What Are You Waiting For? | Espen Lind, Amund Bjorklund, James Bourne                     | Espionage                                                | 3:35 |
| 11. | Adored                    | Miranda Cosgrove, Lauren Christy, Graham Edwards, Scott Spock | The Matrix                                               | 3:32 |
| 12. | Beautiful Mess            | Desmond Child, Lauren Christy, Jon Vella, Shayne Swayney      | Desmond Child, Lauren Christy, Jon Vella, Shayne Swayney | 3:03 |

| Nr. | Titel   | Schrijver(s)                | Producent(en) | Duur |
| --- | ------- | --------------------------- | ------------- | ---- |
| 13. | Charlie | Greg Kurstin, Nicole Morier | Greg Kurstin  | 3:13 |

## Hitnotering
| Hitlijst (2010)  | Hoogste positie | Verkoop  |
| ---------------- | --------------- | -------- |
| Oostenrijk       | 46              | 2,000+   |
| Duitsland        | 96              | 1,000+   |
| Mexico           | 84              | 3,000+   |
| Zwitserland      | 35              | 5,000+   |
| Verenigde Staten | 8               | 130,000+ |